# Municipio de Tepatitlán de Morelos
El municipio de Tepatitlán de Morelos es uno de los 125 municipios del estado mexicano de Jalisco. Su cabecera es la localidad de Tepatitlán de Morelos. Es parte de la macrorregión del Bajío. Es sede de grandes eventos como la Feria Tepabríl, la Feria Internacional del Huevo y el Campeonato Nacional de Ciclismo de Montaña.
Tepatitlán de Morelos pertenece al Área Metropolitana de Tepatitlán de Morelos, que, junto con Arandas, San Ignacio Cerro Gordo y San Miguel el Alto, reúnen una población de 288,635 hab., por lo que es la tercera zona metropolitana más poblada del estado, y la 44.ª del país.

## Etimología
El nombre de Tepatitlán (Tecpatitlán) proviene de la lengua náhuatl, y se le atribuyen dos acepciones:
- TECPATL: piedra dura.
- TI: partícula eufónica (para un mejor sonido).
- TLAN: lugar.

Y por ello vendría a ser "Lugar de Piedra dura", pero otros investigadores como el Profr. José María Arreola basados en diccionarios de náhuatl, entre ellos el de Remí Simeón, le atribuyen diferente significado:
- TECPATL: cuchillo sagrado.
- TI: partícula eufónica (para mejorar el sonido).
- TLAN: lugar

Y en este caso resultaría como segunda hipótesis, "Lugar del Cuchillo Sagrado". Es conveniente aclarar que la palabra "Técpatl" tiene solamente dos acepciones: sílex o pedernal, y cuchillo sagrado. Ahora bien, las etimologías nahuas eran muy lógicas y siempre hacían referencia a lo que abundaba en cada región o poblado. Mezquititlán era lugar de mezquites (mezquitl) porque abundaban ahí: Tototlán significa lugar de pájaros (tototl), porque siendo parte de La Ciénega había muchas aves: en Techaluta había muchas ardillas (techalotl) y así sucesivamente. Aquí no hay pedernales… luego, podría ser el otro significado, y como en los últimos descubrimientos hechos en el cerro de El Chiquihuitillo,[…] de esta jurisdicción fue encontrado un cuchillo ceremonial hecho de aleación de oro con cobre, parece confirmar esta segunda etimología, puesto que debió ser algo muy notable, ya que nuestros indígenas, los tecuexes, estaban en la Edad de Piedra a la llegada de los españoles, y desconocían los metales. (En su obra "Nombres Indígenas de Lugares del Estado de Jalisco", Edición del Instituto Jalisciense de Antropología e Historia (1933) el notable lingüista y nahuatlato Profr. José María Arreola, apunta: "Tepatitlán: lugar donde se venera el Cuchillo Sagrado").
Por otra parte, la citada pieza tiene una increíble semejanza con los "tumi" del Perú, y como asegura la arqueóloga alemana Patricia Rieff Anáhualt, existía un comercio regular entre el Occidente de México y las costas del Perú y Manabí en Ecuador, se apunta la posibilidad de que provenga de tan lejanos lugares, tanto y más que se encontraron también "hachas moneda" y cascabeles de aquella procedencia, junto con caracoles que sólo hay allá. Tecpatl también significa el Norte y el otoño.

## Geografía
Situado en la región Altos Sur, el Municipio de Tepatitlán tiene una extensión de 1,447 Kms2 (144,700 Has) y está situado entre los 21,01'30", y los 20,35'00" Latitud Norte, y los 102,33'10" y los 102,49'00" Longitud Oeste. Según el censo de 2010 cuenta con 136,000 habitantes en el Municipio, y a la cabecera le dan poco menos de 100,000.

### Límites
- Norte: Yahualica, Valle de Guadalupe y Cañadas de Obregón.
- Sur: Tototlán y Atotonilco.
- Este: San Miguel el Alto, San Ignacio Cerro Gordo y Arandas.
- Oeste: Cuquío Acatic y Zapotlanejo.

La cabecera municipal tiene un área urbana de 1,450 Has. con el 60% de viviendas de buena calidad: 25% de calidad regular y el 15% de mala calidad.

### Delegaciones
- Capilla de Guadalupe 13,308 Habs.
- Pegueros 4,000 Habs.
- San José de Gracia 5,190 Habs.
- Capilla de Milpillas 4,450 Habs.
- Mezcala 2,085 Habs.
- Tecomatlán 958 Habs.

### Agencias municipales
- San José de Bazarte
- Ojo de Agua de Latillas.

### Clima
En la mayor parte de la ciudad predomina el clima semicálido subhúmedo con lluvias en verano, mientras que en la parte norte predomina el subhúmedo.
| Parámetros climáticos promedio de Tepatitlán de Morelos, Jalisco | Parámetros climáticos promedio de Tepatitlán de Morelos, Jalisco | Parámetros climáticos promedio de Tepatitlán de Morelos, Jalisco | Parámetros climáticos promedio de Tepatitlán de Morelos, Jalisco | Parámetros climáticos promedio de Tepatitlán de Morelos, Jalisco | Parámetros climáticos promedio de Tepatitlán de Morelos, Jalisco | Parámetros climáticos promedio de Tepatitlán de Morelos, Jalisco | Parámetros climáticos promedio de Tepatitlán de Morelos, Jalisco | Parámetros climáticos promedio de Tepatitlán de Morelos, Jalisco | Parámetros climáticos promedio de Tepatitlán de Morelos, Jalisco | Parámetros climáticos promedio de Tepatitlán de Morelos, Jalisco | Parámetros climáticos promedio de Tepatitlán de Morelos, Jalisco | Parámetros climáticos promedio de Tepatitlán de Morelos, Jalisco | Parámetros climáticos promedio de Tepatitlán de Morelos, Jalisco |
| Mes                                                              | Ene.                                                             | Feb.                                                             | Mar.                                                             | Abr.                                                             | May.                                                             | Jun.                                                             | Jul.                                                             | Ago.                                                             | Sep.                                                             | Oct.                                                             | Nov.                                                             | Dic.                                                             | Anual                                                            |
| ---------------------------------------------------------------- | ---------------------------------------------------------------- | ---------------------------------------------------------------- | ---------------------------------------------------------------- | ---------------------------------------------------------------- | ---------------------------------------------------------------- | ---------------------------------------------------------------- | ---------------------------------------------------------------- | ---------------------------------------------------------------- | ---------------------------------------------------------------- | ---------------------------------------------------------------- | ---------------------------------------------------------------- | ---------------------------------------------------------------- | ---------------------------------------------------------------- |
| Temp. máx. abs. (°C)                                             | 32.0                                                             | 32.5                                                             | 35.0                                                             | 38.5                                                             | 39.5                                                             | 38.0                                                             | 34.0                                                             | 32.0                                                             | 41.0                                                             | 38.0                                                             | 32.0                                                             | 30.1                                                             | 41.0                                                             |
| Temp. máx. media (°C)                                            | 24.9                                                             | 26.3                                                             | 28.9                                                             | 31.1                                                             | 32.2                                                             | 30.0                                                             | 26.8                                                             | 26.9                                                             | 26.8                                                             | 27.0                                                             | 26.7                                                             | 24.8                                                             | 27.7                                                             |
| Temp. media (°C)                                                 | 16.3                                                             | 17.1                                                             | 19.4                                                             | 21.8                                                             | 23.4                                                             | 23.3                                                             | 21.6                                                             | 21.5                                                             | 21.1                                                             | 20.1                                                             | 18.5                                                             | 16.9                                                             | 20.1                                                             |
| Temp. mín. media (°C)                                            | 7.7                                                              | 8.0                                                              | 9.9                                                              | 12.4                                                             | 14.7                                                             | 16.7                                                             | 16.4                                                             | 16.1                                                             | 15.5                                                             | 13.3                                                             | 10.4                                                             | 8.9                                                              | 12.5                                                             |
| Temp. mín. abs. (°C)                                             | 0.0                                                              | -6.0                                                             | 0.5                                                              | 4.8                                                              | 7.6                                                              | 9.0                                                              | 11.5                                                             | 11.0                                                             | 8.0                                                              | 5.0                                                              | 3.0                                                              | 0.0                                                              | -6.0                                                             |
| Precipitación total (mm)                                         | 16.9                                                             | 6.7                                                              | 2.7                                                              | 8.0                                                              | 33.5                                                             | 160.7                                                            | 250.2                                                            | 208.3                                                            | 148.0                                                            | 51.4                                                             | 15.6                                                             | 11.9                                                             | 913.9                                                            |
| Días de precipitaciones (≥ 1 mm)                                 | 1.5                                                              | 1.0                                                              | 0.3                                                              | 1.0                                                              | 2.8                                                              | 12.7                                                             | 17.9                                                             | 16.6                                                             | 11.2                                                             | 4.5                                                              | 1.4                                                              | 1.4                                                              | 72.3                                                             |
| Fuente: Servicio Meteorológico Nacional                          |                                                                  |                                                                  |                                                                  |                                                                  |                                                                  |                                                                  |                                                                  |                                                                  |                                                                  |                                                                  |                                                                  |                                                                  |                                                                  |

## Demografía
De acuerdo con el Censo de Población y Vivienda realizado en 2020 por el Instituto Nacional de Estadística y Geografía (INEGI), en la ciudad de Tepatitlán de Morelos había un total de 98 842 habitantes, siendo 50 427 mujeres y 48 415 hombres.
| Gráfica de evolución demográfica de Municipio de Tepatitlán de Morelos entre 1900 y 2020 |
|                                                                                          |
| Fuente: Instituto Nacional de Estadística y Geografía                                    |

### Localidades
En el censo de 2020 el municipio de Tepatitlán de Morelos contaba con 336 localidades.
| Código INEGI      | Localidad             | Población (2020) |
| ----------------- | --------------------- | ---------------- |
| 140930001         | Tepatitlán de Morelos | 98 842           |
| 140930058         | Capilla de Guadalupe  | 15 640           |
| 140930291         | San José de Gracia    | 5 441            |
| 140930223         | Pegueros              | 4 848            |
| 140930188         | Capilla de Milpillas  | 2 712            |
| 140930186         | Mezcala               | 1 708            |
| 140930862         | Juan Pablo II         | 1 569            |
| Otras localidades | Otras localidades     | 19 430           |
| Total municipal   | Total municipal       | 150 190          |

## Educación
En Tepatitlán de Morelos se encuentra el Centro Universitario de Los Altos (CUALTOS) fundado en 1994, perteneciente a la Universidad de Guadalajara. En dicho centro se imparten carreras del área de la salud, económico-administrativas, ciencias biológicas e ingenierías computacionales. También se cuenta con ciencias sociales y de la cultura. Este Centro Universitario ofrece la modalidad presencial tradicional y también el Sistema Semi-escolarizado a través de cursos mixtos en algunos de sus programas de Licenciatura.
En septiembre de 2007 abrió sus puertas en Tepatitlán la Universidad Interamericana para el Desarrollo, (UNID) que actualmente ofrece las licenciaturas en derecho, contaduría, mercadotecnia, diseño gráfico digital, administración de empresas, y ciencias y técnicas de la comunicación; además de las maestrías en educación, y administración de negocios.
Se encuentra también el Centro de Estudios Superiores de los Altos TECPATL, con carreras de diseño tales como arquitectura, diseño de interiores y diseño gráfico, contando con una afiliación a la Universidad Autónoma de Guadalajara en el área de arquitectura, salud y radiología.
A partir del año 2012, abre sus puertas el plantel Tepatitlán del Centro de Estudios Superiores de las Culturas (CESC), como parte del Grupo Universitario de las Culturas; con una oferta académica que cuenta con las licenciaturas en Pedagogía, Cultura Física y Deporte, Derecho y Criminología, Lenguas Extranjeras, Contabilidad y Finanzas, Turismo y Hospitalidad, Administración y Dirección de Empresas; además de la Maestría en Innovación Educativa.

## Economía
La principal actividad económica de Tepatitlán de Morelos es la ganadería y la Avicultura, lo que se manifiesta tanto por el volumen como por el valor de la producción. Este municipio se caracteriza en calidad en los siguientes productos: leche de vaca, huevo de gallina, carne de cerdo, carne de pollo y carne de bovino. Si bien en otros lugares se produce mayor cantidad de cada uno de estos productos de manera separada, la importancia de la producción ganadera tepatitlense es que en el mismo territorio se tienen las actividades ganaderas de varias especies productivas, con niveles de producción superiores a los obtenidos en otras localidades ganaderas.
Por ejemplo, la región de La Piedad, Michoacán, tiene fama por la producción porcina; sin embargo, en Tepatitlán se produce un volumen hasta tres veces superior.
En el municipio hay 7 plantas de tequila entre las más importantes está la de Casa San Matías (donde se elabora el tequila "Pueblo Viejo" y "San Matías"), Casa Tequilera La Herencia (que fabrica el tequila "Cristeros","Rey del Mundo" y "Supremacia"), Casa Camarena (donde se elabora el tequila "El Tallador"), y Destiladora Santa Virginia (elaboradora de los tequilas "Sangre Alteña" y "Los Yugos"); existen dos plantas de miel de agave en la región y también cuenta con fábricas de implementos avícolas, los cuales se dedican a fabricar casetas de gallinas y cerdos, así como dos fábricas de cono y caja de huevo y varias plantas de alimentos agropecuarios. También hay fábricas de dulces que sobresalen en su producción a nivel.
El municipio es el principal centro de comercio al por menor de los Altos Sur, en donde destaca el comercio de abarrotes, ropa, zapatos, y la mejor telera de la región altos.

## Turismo
Tepatitlán de Morelos cuenta con grandes atractivos turísticos, como el Palacio Municipal, Vivero Japonés, Parroquia de San Francisco de Asís, Santuario del Señor de la Misericordia entre otras iglesias y edificios de arquitectura colonial, balnearios, presa el Jihuite, río Verde, la localidad de Capilla de Guadalupe, San José de Gracia, Ojo de Agua de Latillas, montaña y bosque de Cerro Gordo, Los Sauces de Capilla, Cascadas del Centinela en el Rancho La Flor y el bosque de picachos.
Otro de sus atractivos son sus sitios ecoturísticos como el cerro de la Campana, al noroeste de la ciudad. Es una formación accidentada para practicar deportes de campo traviesa, como ciclismo de montaña. El cerro ha sido designado como sede de algunas jornadas del campeonato estatal de ciclismo de montaña (LIJACIM). Cerca de este cerro se encuentra, bordeando desde la parte norte-oeste, el cañón del río Verde. Escalada y acampada son actividades para llevar a cabo en este sitio de magnitud y naturaleza sobrecogedores.

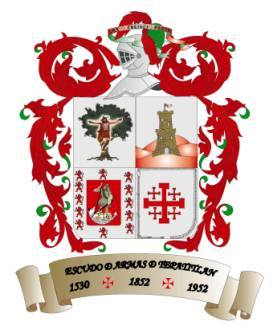
Glorioso y real escudo de armas de Tepatitlán de Morelos.

## Heráldica

### Descripción
El escudo de armas de Tepatitlán está diseñado con la forma tradicional española, dividido en cuatro cuarteles o cantones en cruz.
El escudo de armas de Tepatitlán se presenta en cuatro cuarteles. El Cuartel Diestro del Jefe ostenta la imagen del Señor de la Misericordia sobre la encina en la que se formó milagrosamente. El Cuartel Siniestro del Jefe, (superior izquierdo) muestra un torreón “donjonado” (con dos cuerpos) simbolizando el de abajo que Tepatitlán fue una fortaleza contra los chichimecas que bajaban del Cerro Gordo para atacar las caravanas de viandantes que iban rumbo a Guadalajara. El segundo cuerpo conmemora otro período heroico, cuando volvió a ser baluarte durante la Guerra Cristera, haciendo honor a la divisa que flamea sobre el morrión: “Arx Christi Sumus” (Somos Fortaleza de Cristo). En derredor del torreón se contemplan tres cerros: El Pandillo, El Cerro Gordo y el de Picachos que se yerguen frente a Tepatitlán. La cruz de San Andrés flamea sobre el torreón. 
En el cuartel diestro de punta (inferior derecho) se ve el blasón de la ciudad andaluza de Úbeda, patria de Pedro Almíndez Chirinos, el conquistador, que muestra a San Miguel Arcángel, vencedor del dragón infernal, y en la bordura 12 leones rampantes, símbolo del ardimiento y el valor. En el cuartel siniestro de punta (inferior izquierdo), la Cruz del Santo Sepulcro o Cruz de San Francisco, simbolizando que los franciscanos evangelizaron la ciudad. Alrededor del escudo hay lambrequines o follaje heráldico, que junto con el yelmo, señal de hidalguía, recuerdan que esta tierra es de apellidos “hidalgos” (hijos de algo), pues los 117 apellidos de esta región, tenidos como originales, fueron ganados en hechos de armas. Sobre el morrión flota un airón de plumas.
El escudo está rodeado de lambrequines o follaje heráldico de hojas de acanto que descienden por ambos flancos hasta la punta del blasón.
Bajo el escudo una cinta con la inscripción: Escudo de Armas de Tepatitlán y las fechas 1530 - 1852 - 1952 intercaladas con dos cruces de Malta de gules (rojo).

### Significado

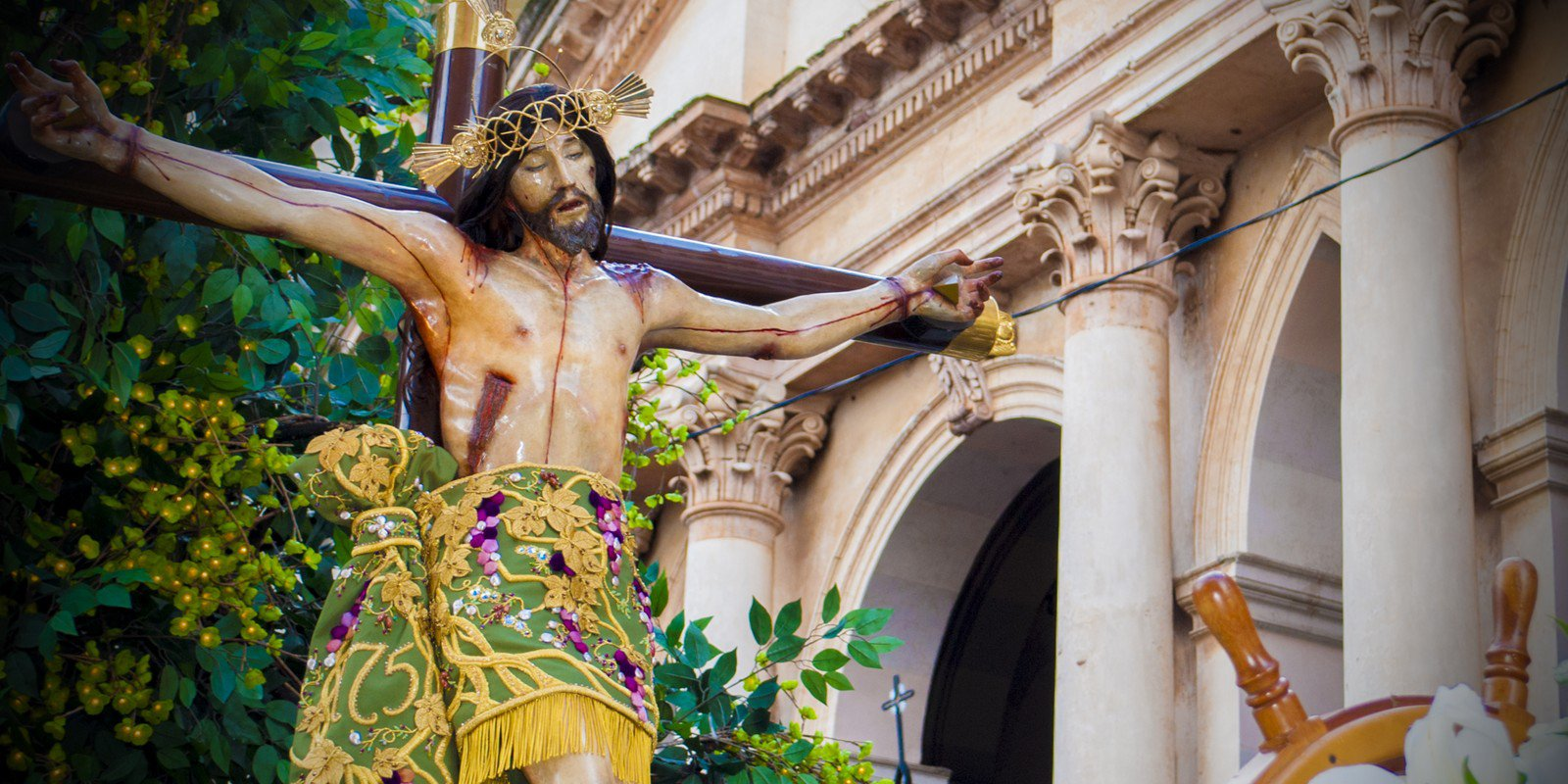
Señor de la Misericordia

La figura del Señor de la Misericordia recuerda la imagen que apareció delineada milagrosamente en la rama de un encino y desde entonces preside la vida de Tepatitlán, significando en el escudo el más alto timbre de gloria y de honor.
El torreón simboliza que Tepatitlán fue un baluarte de la hispanidad que defendía a Guadalajara de las incursiones de los indios chichimecas que bajaban del Cerro Gordo, para atacar a los viajeros y diligencias que se trasladaban de Guadalajara a las minas de Zacatecas. La torrecilla que aparece dominando tres cerros: el Cerro Gordo, el Pandillo y Picachos, representa otro momento crucial en la historia del municipio cuando, en la Rebelión Cristera, Tepatitlán volvió a ser baluarte de la libertad de ideas ante un gobierno que quiso imponer su voluntad, por encima de la manera de pensar y sentir de la gente, en cuestiones de religión. La bandera con la cruz de San Andrés, ondeando en lo alto, significa el ideal del caballero.
El color rojo del paisaje alude a la tonalidad característica que tiene la arcilla de esta región.
La razón para incluir el blasón de la pequeña ciudad andaluza de Úbeda es que de ese lugar era originario Pedro Almíndez Chirino, que fue el primer conquistador de quien hay noticia que llegó a esta región por el año de 1530, conquistando la tierra y abriendo la senda por donde habrían de llegar los demás colonizadores.
La Cruz del Santo Sepulcro y el cordón de la orden seráfica, significa que la evangelización de estas tierras fue obra de los religiosos franciscanos.
El yelmo de la parte superior es propio de las ciudades y los hidalgos que no han sido ennoblecidos por mandamiento real sino por hechos de armas como los 117 apellidos alteños tenidos como originales.
Las caprichosas guirnaldas de hojas de acanto complementan los adornos exteriores del escudo.
Ceñida a la frente del yelmo una cinta que pregona la ferviente divisa del escudo: ARX CHRISTI SUMUS, intercalada con dos cruces de Malta, que se traduce como "Somos el baluarte de Cristo".
Debajo del blasón una banderola adicional que no pertenece al escudo pero que se incluye ocasionalmente. En ella se aprecia la inscripción: Escudo de Armas de Tepatitlán y aparecen tres fechas: 1530 año de la conquista de esta región; 1852 fecha de inicio del culto del Señor de la Misericordia; y 1952 primer centenario de ese hecho.
El autor del escudo es el Licenciado Vicente Navarro Reynoso, quien lo diseñó en el año de 1952, contando con la asesoría del señor cura J. Jesús Reynoso Padilla y el diseño creativo del muy honorable Ing. Humberto Navarro Reynoso.

### Lema
El lema de Tepatitlán es "Su tesoro está en su gente", y fue adoptado oficialmente por el Cabildo, el 8 de diciembre de 1995.

## Historia y población
Los primeros pueblos que habitaron la región fueron las naciones chichimecas, nombre que daban los mexicas a un conjunto de pueblos originarios que habitaban el Centro-occidente y norte del país.
Las bajas que tuvieron los conquistadores españoles en la región de los Altos de Jalisco debido a los ataques chichimecas, los condujeron a contestar con una táctica bélica de etnocidio. Llevaron al Bajío Occidente a milicianos rurales castellanos, algunos de ellos de ascendencia francesa, conducidos en la alta Edad Media para repoblar el centro de España. No obstante igualmente los hubo portugueses, italianos y oriundos de Flandes, que con anterioridad habían luchado contra turcos y moros. 
Estos soldados campesinos se establecieron con patrones de propiedad privada y con una ideología católica, mezclándose con algunos chichimecas que habían quedado.
Fue habitado primitivamente por los otomíes, que se alimentaban de la caza, posteriormente llegaron los tecos o tecuexes, llamados también “tecuanni”, que significa cruel o sanguinario. Hombres indómitos que establecieron señoríos en Mític, Tecpatitlán, Xalostotitlán, Yahualican, Mexticacán, Tlacotán, Ixtlahuacán, Acatic y Tzapotlán de los Tecuexes (Zapotlanejo).
La ciudad ha tenido diversas localizaciones a través de los tiempos: la primera, denominada “Pueblo Viejo” en el cerro de Raumalelí; posteriormente se trasladaron al Cerrito de la Cruz, y al final, acaudillados por Mapelo, al lugar que ahora ocupa.
En el año de 1530 llegó a esta tierra el capitán español Pedro Almíndez Chirino, enviado desde Cuitzeo por Nuño de Guzmán para que explorara la región hasta Zacatecas, y así llegó a Zapotlán del Rey, Acatic, Tzapotlán y Tecpatitlán, hasta el Cerro Gordo.
Los frailes franciscanos Rogelio Rea y Antonio Moreno evangelizaron el lugar y construyeron la primera iglesia, que dedicaron a San Francisco de Asís, así la población tomó el nombre de San Francisco de Tepatitlán. El día de hoy, una de las avenidas principales del municipio lleva el nombre del fraile Rea.
Durante la Guerra de Independencia, la población, compuesta por algunos criollos y mestizos, se mostró al principio indecisa, pero cuando Miguel Hidalgo y Costilla entró triunfante en Guadalajara, la indiferencia se trocó en entusiasmo por su causa. Un tepatitlense, el coronel Albino Barajas tomó parte como insurgente en la Batalla de Calderón.
Por decreto del 27 de marzo de 1824, Tepatitlán se convirtió en uno de los 26 departamentos en que se dividió el Estado de Jalisco, y se le concedió el título de villa. A partir de ese mismo año pasó a pertenecer al Tercer Cantón con cabecera en La Barca y después en un pequeño intervalo al Departamento de Atotonilco, situación que prevaleció hasta principios del siglo XX, al desaparecer la organización territorial por cantones. El 20 de septiembre de 1883 se publicó el decreto número 41, mediante el cual la villa de Tepatitlán fue declarada ciudad por el gobernador de Jalisco.

### Segundo Imperio

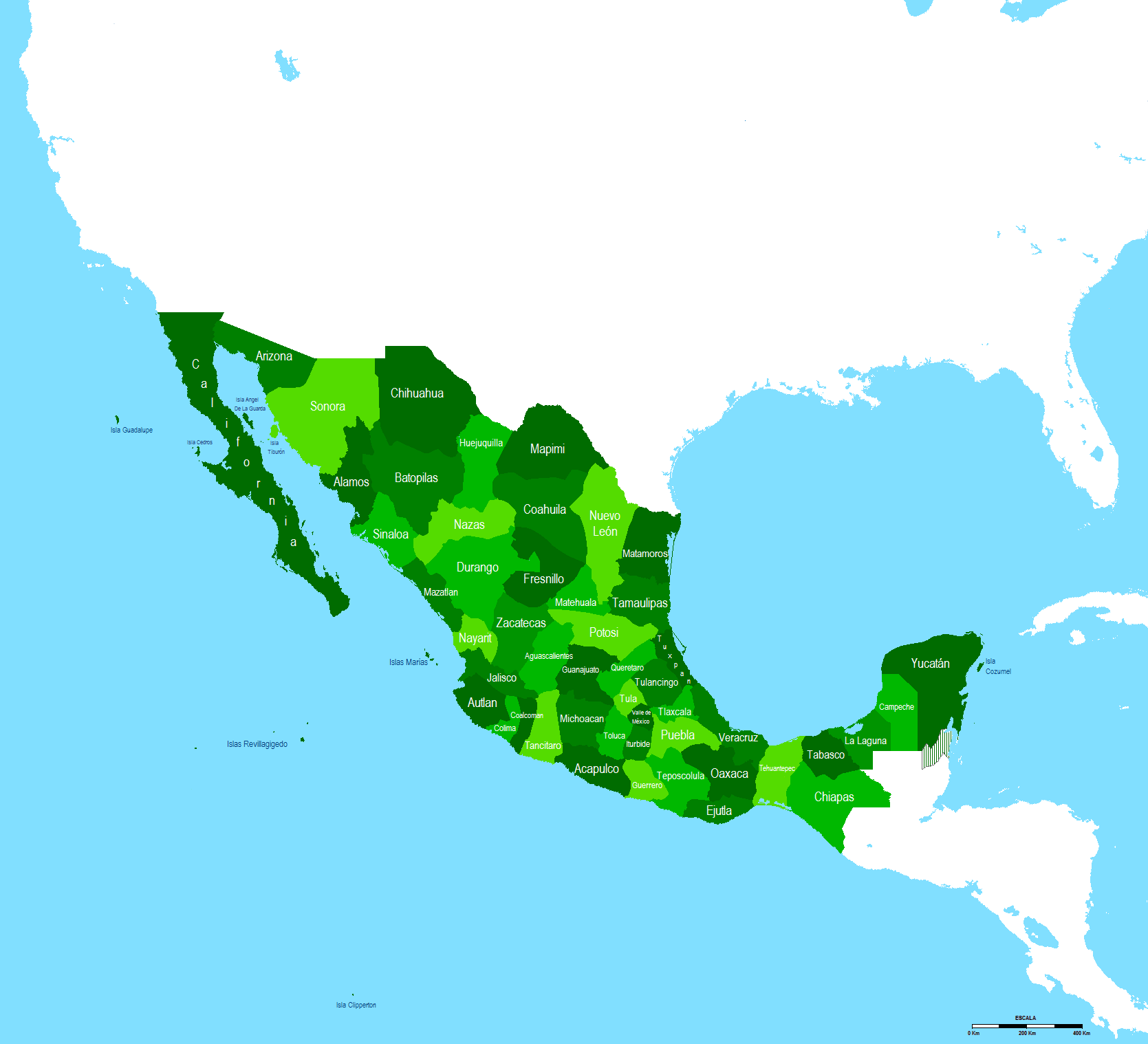
División Territorial durante el Segundo Imperio Mexicano.

Durante el Segundo Imperio Mexicano, Tepatitlán y Aguascalientes, formaban parte del mismo territorio; como una continuación natural, tomando en cuenta aspectos morfológicos y culturales. 
Las divisiones territoriales a través de la historia de México, generalmente han estado ligadas a cambios políticos y no a una distribución espacial tendiente a mejorar el desarrollo administrativo, económico y social del territorio nacional. El 3 de marzo de 1865 apareció uno de los decretos más importantes del gobierno de Maximiliano para la primera división del territorio del nuevo Imperio y que fue publicado en el Diario del Imperio el 13 de marzo del mismo año. Dicha misión le fue encomendada a Manuel Orozco y Berra (1816-1881) y esta división fue realizada según las bases siguientes:
- La extensión total del territorio del país quedará dividida por lo menos en cincuenta departamentos.
- Se elegirán en cuanto sea posible límites naturales para la subdivisión.
- Para la extensión superficial de cada departamento se atenderá a la configuración del terreno, clima y elementos todos de producción de manera que se pueda conseguir con el transcurso del tiempo la igualdad del número de habitantes en cada uno
- La elaboración de esta división es de suma importancia dentro de las divisiones territoriales que se realizaron, ya que se tomaron en cuenta básicamente elementos geográficos para la delimitación de las jurisdicciones y el futuro desarrollo de las nuevas demarcaciones, así como porque dentro de estas áreas sería mucho más fácil la comunicación y esto influiría en su actividad comercial.

En tiempos del efímero Imperio de Maximiliano I, de acuerdo con el Estatuto Provincial del 10 de abril de 1862, Tepatitlán, como la mayoría de los pueblos de Los Altos, perteneció al Departamento de Aguascalientes.
Por el decreto número 41, publicado el 20 de septiembre de 1883, se le concedió a la entonces Villa, el título de Ciudad, con la denominación de Tepatitlán de Morelos, en honor del Insurgente José María Morelos y Pavón.

## Cronología de hechos históricos

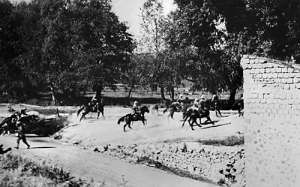
Soldados en Tepatitlán durante la Guerra Cristera

- 1530. Llegan a estas tierras las huestes españolas encabezadas por el Capitán Pedro Almíndez Chirino.
- 1811. El 19 de abril, el pueblo presta su apoyo al cura Ramos quien sitió a Tepatitlán, luchando encarnizadamente durante ocho horas consecutivas, contra los llamados "Fieles Realistas", al cabo de las cuales pudo tomar la plaza.
- 1821. Tepatitlán se adhiere al "Plan de Iguala". La primera población de la provincia de la Nueva Galicia que se une a las ideas de independencia de Agustín de Iturbide.
- 1824. El 27 de marzo, se le concede a Tepatitlán el título de "Villa".
- 1839. El 6 de septiembre, hallazgo de la imagen del Señor de la Misericordia por don Pedro Medina en el Cerro Gordo, en la Barranca de Varas.
- 1864. El primero de enero, Tepatitlán fue invadido por las tropas francesas de zuavos argelinos (del Norte de África) que venían al mando del General François Achille Bazaine, y que destruyeron parte del Archivo Municipal. Posteriormente varios destacamentos al mando de los comandantes franceses Munier y Ceynet lucharon encarnizadamente contra las guerrillas chinacas, que al mando de Rafael Nuñez, alias "El Chivo", Mauro Vázquez, Lucio Benavides, Félix Pérez, Francisco Cabrera, y otros cabecillas, luchaban por la libertad, muy especialmente el tepatitlense Coronel José Antonio Rojas, que al frente de sus mil jinetes "Rojeños" tomó en solo un mes cuatro plazas importantes y bastante separadas entre sí: Zacatecas, Aguascalientes, Ciudad Guzmán y Tepic.
- 1883. El 20 de septiembre, se publicó el decreto número 41, mediante el cual la Villa de Tepatitlán fue declarada ciudad por el gobernador de Jalisco.
- 1927 - 1929. Tepatitlán fue testigo y actor en las luchas entre Cristeros y Federales durante la llamada Guerra Cristera; dentro de su perímetro urbano se libró la más sangrienta batalla de toda la contienda, y en ese solo lugar el ejército federal resintió más de 3000 bajas. El 5 de octubre de 1928 fue martirizado el sacerdote Tranquilino Ubiarco Robles, santo de la iglesia católica canonizado en mayo del 2000.

## Gobierno

### Municipal
| Gobierno encabezado por el PAN       | Gobierno encabezado por el PAN   | Gobierno encabezado por el PAN | Gobierno encabezado por el PAN | Gobierno encabezado por el PAN |
| Presidente Municipal                 | Miguel Ángel Esquivias Esquivias | 5 de diciembre de 2021         | En el cargo                    |                                |
| Cargo                                | Nombre                           | Inicio                         | Término                        | Partido                        |
| ------------------------------------ | -------------------------------- | ------------------------------ | ------------------------------ | ------------------------------ |
| Sindico                              | Rigoberto González Gutiérrez     | 5 de diciembre de 2021         | En el cargo                    |                                |
| Gerente del gabinete                 | José Luis Serna Torres           | 5 de diciembre de 2021         | En el cargo                    |                                |
| Secretario de oficina de presidencia | José de Jesús Moran              | 5 de diciembre de 2021         | En el cargo                    |                                |

## Listado de presidentes municipales
| Siglo                                                            | Período               | Presidente municipal                                     | Partido político | Notas                                                  |
| ---------------------------------------------------------------- | --------------------- | -------------------------------------------------------- | ---------------- | ------------------------------------------------------ |
| XVII                                                             | 1616                  | Juan Flores                                              |                  |                                                        |
| XVII                                                             | 1694                  | Pedro Pacual                                             |                  |                                                        |
| Sin dato.                                                        |                       | Francisco Flores                                         |                  |                                                        |
| Sin dato.                                                        | Catarino Flores       |                                                          |                  |                                                        |
| XIX                                                              | 1813                  | Clemente Aldrete                                         |                  |                                                        |
| XIX                                                              | 1814-1820             | Cleto Aldrete                                            |                  |                                                        |
| XIX                                                              | 1820                  | Juan María Gómez                                         |                  |                                                        |
| XIX                                                              | 1820-1823             | José Gabriel de la Torre                                 |                  |                                                        |
| XIX                                                              | 1824                  | José María Ramos                                         |                  |                                                        |
| XIX                                                              | 1825                  | José Manuel González                                     |                  |                                                        |
| XIX                                                              | 1826                  | José Gabriel de La Torre                                 |                  | Por segunda ocasión.                                   |
| XIX                                                              | 1827                  | Antonio Díaz                                             |                  |                                                        |
| XIX                                                              | 1828                  | Ancelmo Flores                                           |                  |                                                        |
| XIX                                                              | 1829-1831             | José María Aceves                                        |                  |                                                        |
| XIX                                                              | 1831                  | Ignacio Romero                                           |                  |                                                        |
| XIX                                                              | 1832                  | Plan de ordenanza municipal dispuesto por el art. 145.   |                  |                                                        |
| XIX                                                              | 1833-1835             | Eusebio González                                         |                  |                                                        |
| XIX                                                              | 1835                  | José María Cruz                                          |                  |                                                        |
| XIX                                                              | 1835                  | Ignacio Romero                                           |                  | Por segunda ocasión.                                   |
| XIX                                                              | 1836                  | José Manuel Aldrete                                      |                  |                                                        |
| XIX                                                              | 1837                  | Eusebio González                                         |                  | Por segunda ocasión.                                   |
| XIX                                                              | 1838                  | Ignacio de la Torre                                      |                  |                                                        |
| XIX                                                              | 1839                  | Auditorias por el Reglamento de Policía y Buen Gobierno. |                  |                                                        |
| XIX                                                              | 1860-1861             | Antonio Franco de la Torre                               |                  |                                                        |
| XIX                                                              | 02/02/1861-07/02/1861 | Manuel González                                          |                  |                                                        |
| XIX                                                              | 07/02/1861-12/02/1861 | Agapito Navarro                                          |                  |                                                        |
| XIX                                                              | 12/02/1861-11/05/1861 | Nicolás de la Torre.                                     |                  | Plan de ordenanza municipal dispuesto por el art. 145. |
| XIX                                                              | 11/05/1861-15/02/1862 | José Antonio González                                    |                  |                                                        |
| XIX                                                              | 15/02/1862-27/08/1862 | Manuel González                                          |                  | Por segunda ocasión.                                   |
| XIX                                                              | 27/08/1862-27/11/1862 | Fernando Navarro                                         |                  | Termina mandato por perdida de orden constitucional.   |
| Laguna por intervención francesa.                                |                       |                                                          |                  |                                                        |
| XIX                                                              | 26/01/1867-09/07/1867 | Juan María Navarro                                       |                  | Electo en 1862.                                        |
| XIX                                                              | 09/07/1867-08/09/1867 | Melquiades Gómez                                         |                  | Interino.                                              |
| XIX                                                              | 08/09/1867-1871       | Trinidad Navarro                                         |                  |                                                        |
| XIX                                                              | 01/01/1871-22/05/1871 | Fernando Navarro                                         |                  | Por segunda ocasión.                                   |
| XIX                                                              | 22/05/1871-1872       | Jacobo Cruz                                              |                  |                                                        |
| XIX                                                              | 1872-1873             | Tomas Cruz                                               |                  |                                                        |
| XIX                                                              | 1873-1874             | José María Cruz                                          |                  |                                                        |
| XIX                                                              | 1874                  | Catarino González                                        |                  |                                                        |
| XIX                                                              | 1875-1877             | José María Cruz                                          |                  | Por segunda ocasión.                                   |
| XIX                                                              | 1877-1881             | Jacobo Cruz                                              |                  | Por segunda ocasión. Se adhiere al Plan de Tuxtepec.   |
| XIX                                                              | 1881-1882             | Juan de Dios de la Torre                                 |                  |                                                        |
| XIX                                                              | 1882-1883             | Jacobo Cruz                                              |                  | Por tercera ocasión.                                   |
| XIX                                                              | 1884                  | Pablo Gutiérrez                                          |                  |                                                        |
| XIX                                                              | 1885                  | Jacobo Cruz                                              |                  | Por cuarta ocasión.                                    |
| XIX                                                              | 1886                  | José Ana Casillas                                        |                  |                                                        |
| XIX                                                              | 1887                  | José María Mora Ruiz                                     |                  |                                                        |
| XIX                                                              | 1888-1889             | José Ana Casillas                                        |                  | Por segunda ocasión.                                   |
| XIX                                                              | 1890                  | Pascual Leal                                             |                  |                                                        |
| XIX                                                              | 1891-1892             | José Ana Casillas                                        |                  | Por tercera ocasión.                                   |
| XIX                                                              | 1893                  | Ventura Gómez Alatorre                                   |                  |                                                        |
| XIX                                                              | 01/01/1894-16/03/1894 | José Ana Casillas                                        |                  | Por cuarta ocasión.                                    |
| XIX                                                              | 17/03/1894-31/12/1894 | Cayetano Riestra                                         |                  |                                                        |
| XIX                                                              | 1895                  | Pablo Gutiérrez                                          |                  |                                                        |
| XIX                                                              | 1896                  | Donaciano González                                       |                  |                                                        |
| XIX                                                              | 1887-18/11/1899       | Francisco Curiel                                         |                  |                                                        |
| XIX                                                              | 19/11/1899-31/12/1899 | Etanislao Arreolo                                        |                  |                                                        |
| XX                                                               | 1900                  | Etanislao Arreolo                                        |                  | Reelección.                                            |
| XX                                                               | 1901                  | Pedro Navarro Venegas                                    |                  |                                                        |
| XX                                                               | 1902                  | Donaciano González                                       |                  |                                                        |
| XX                                                               | 01/01/1993-26/06/1993 | Etanislao Arreolo                                        |                  | Por segunda ocasión.                                   |
| XX                                                               | 27/06/1993-1904       | Agustín Gutiérrez López                                  |                  |                                                        |
| XX                                                               | 01/01/1904-02/01/1904 | Cástulo Gutiérrez                                        |                  |                                                        |
| XX                                                               | 1904                  | Petronilo de la Torre                                    |                  |                                                        |
| XX                                                               | 01/01/1905-25/06/1905 | Pablo Gutiérrez                                          |                  |                                                        |
| XX                                                               | 26/06/1905-1906       | Francisco de Paula Palomar                               |                  |                                                        |
| XX                                                               | 1906                  | Ángel Sainz Díaz                                         |                  |                                                        |
| XX                                                               | 1907                  | Luciano Fernández                                        |                  |                                                        |
| XX                                                               | 01/01/1908-20/11/1908 | Manuel Argaiz                                            |                  |                                                        |
| XX                                                               | 21/11/1908            | José Mendoza López                                       |                  | Solo gobernó un día.                                   |
| XX                                                               | 22/11/1908-31/12/1908 | Emilio Quiroz                                            |                  |                                                        |
| XX                                                               | 1909                  | José Mendoza López                                       |                  | Por segunda ocasión.                                   |
| XX                                                               | 04/01/1910-25/03/1910 | Manuel Navarro                                           |                  |                                                        |
| XX                                                               | 26/03/1910-10/09/1910 | José Mendoza López                                       |                  | Por tercera ocasión                                    |
| XX                                                               | 10/09/1910-31/12/1910 | Manuel Navarro                                           |                  | Por segunda ocasión.                                   |
| Inicia la Revolución Mexicana.                                   |                       |                                                          |                  |                                                        |
| XX                                                               | 01/01/1911-12/2/1911  | Luciano Fernández                                        |                  |                                                        |
| XX                                                               | 13/2/1911-13/08/1911  | Manuel Navarro                                           |                  | Por tercera ocasión                                    |
| XX                                                               | 14/09/1911-31/12/1911 | José María Navarro                                       |                  |                                                        |
| XX                                                               | 01/01/1912-22/04/1912 | Petronilo de la Torre                                    |                  | Por segunda ocasión.                                   |
| XX                                                               | 23/04/1912-21/11/1912 | Luciano Fernández                                        |                  | Por segunda ocasión.                                   |
| XX                                                               | 22/11/1912-31/12/1912 | Pedro Navarro Venegas                                    |                  | Por segunda ocasión.                                   |
| XX                                                               | 1913                  | Jesús Vallejo                                            |                  | Electo pero no gobernó.                                |
| XX                                                               | 01/01/1913-02/03/1913 | Inocencio Sánchez                                        |                  |                                                        |
| XX                                                               | 03/03/1913-05/03/1913 | Cayetano Casillas                                        |                  |                                                        |
| XX                                                               | 06/03/1913-30/09/1913 | Inocencio Sánchez                                        |                  | Por segunda ocasión.                                   |
| XX                                                               | 01/11/1913-31/12/1913 | José María Navarro                                       |                  | Por segunda ocasión.                                   |
| XX                                                               | 1914                  | Andrés Barba                                             |                  |                                                        |
| XX                                                               | 1915                  | Francisco Gutiérrez de la Torre                          |                  |                                                        |
| XX                                                               | 1916-1917             | Felipe Arias                                             |                  |                                                        |
| Termina la Revolución Mexicana                                   |                       |                                                          |                  |                                                        |
| XX                                                               | 1918                  | Pablo Isaac                                              |                  |                                                        |
| XX                                                               | 1919                  | Francisco Gutiérrez de la Torre                          |                  | Por segunda ocasión.                                   |
| XX                                                               | 1920                  | Joaquín Navarro                                          |                  |                                                        |
| XX                                                               | 1921                  | Aristeo de la Mora                                       |                  |                                                        |
| XX                                                               | 1922                  | Agripin Navarro                                          |                  |                                                        |
| XX                                                               | 1923                  | Jesús Martín del Campo                                   |                  |                                                        |
| XX                                                               | 1924-1925             | Román Martín del Campo                                   |                  |                                                        |
| Se funda el Partido Nacional Revolucionario                      |                       |                                                          |                  |                                                        |
| Inicia la Guerra Cristera                                        |                       |                                                          |                  |                                                        |
| XX                                                               | 1926-1928             | Quirino Navarro                                          |                  | Líder cristero.                                        |
| XX                                                               | 1929                  | Salvador Padilla Aldrete                                 |                  |                                                        |
| Termina la Guerra Cristera                                       |                       |                                                          |                  |                                                        |
| XX                                                               | 1930                  | Salvador Padilla Aldrete                                 |                  | Por segunda ocasión.                                   |
| XX                                                               | 1931-1932             | Rafael Robledo                                           | PNR              |                                                        |
| XX                                                               | 1933-1934             | José María Arias                                         | PNR              |                                                        |
| XX                                                               | 1935-1936             | Pedro Arias                                              | PNR              |                                                        |
| XX                                                               | 1937                  | Francisco Gutiérrez de la Torre                          | PNR              | Por tercera ocasión.                                   |
| XX                                                               | 1938                  | Antonio González de la Torre                             | PNR              |                                                        |
| Se funda el Partido de la Revolución Mexicana                    |                       |                                                          |                  |                                                        |
| Se funda el Partido Acción Nacional (PAN)                        |                       |                                                          |                  |                                                        |
| XX                                                               | 1939-1940             | Francisco Gutiérrez de la Torre.                         | PRM              | Por cuarta ocasión.                                    |
| XX                                                               | 1941                  | Jesús Padilla Aldrete                                    | PRM              |                                                        |
| XX                                                               | 1942                  | Salvador Padilla Aldrete                                 | PRM              | Por tercera ocasión.                                   |
| XX                                                               | 1943-1944             | Bonifacio Navarro                                        | PRM              |                                                        |
| XX                                                               | 1945-1946             | Alfredo Gutiérrez Rivera                                 | PRM              |                                                        |
| Se funda el Partido Revolucionario Institucional (PRI)           |                       |                                                          |                  |                                                        |
| XX                                                               | 1947-1948             | Manuel González Vargas                                   | PRI              |                                                        |
| XX                                                               | 1948-1949             | José de Anda Hernanez                                    | PRI              |                                                        |
| XX                                                               | 1949-1950             | Zenaido González                                         | PRI              |                                                        |
| XX                                                               | 1950-1952             | José de Anda Hernanez                                    | PRI              | Por segunda ocasión.                                   |
| XX                                                               | 1953-1955             | Miguel Navarro Castellanos                               | PRI              |                                                        |
| XX                                                               | 1956-1958             | Pablo Silviano Gutiérrez Vallejo                         | PRI              |                                                        |
| XX                                                               | 1959-1961             | Horacio Franco Martin                                    | PRI              |                                                        |
| XX                                                               | 1962-1964             | Guadalupe Barba                                          | PRI              |                                                        |
| XX                                                               | 1965-1967             | Salvador de Anda Delgadillo                              | PRI              |                                                        |
| XX                                                               | 1968-1970             | Jesús González Martin                                    | PRI              |                                                        |
| XX                                                               | 1971-1973             | Jesús Muñoz Hernández                                    | PRI              |                                                        |
| XX                                                               | 1974-1976             | Abelardo Loza Ibarra                                     | PRI              |                                                        |
| XX                                                               | 1977-1979             | Jaime Padilla Gutiérrez                                  | PRI              |                                                        |
| XX                                                               | 1980-1982             | Luis Humberto de Anda Navarro                            | PRI              |                                                        |
| XX                                                               | 1983-1985             | Mario Pérez Zermeño                                      | PAN              |                                                        |
| XX                                                               | 1986-1988             | Ángel de la Torre González                               | PRI              |                                                        |
| Se funda el Partido de la Revolución Democrática (PRD)           |                       |                                                          |                  |                                                        |
| XX                                                               | 1989-1992             | Rigoberto González Martínez                              | PAN              |                                                        |
| Se funda el Partido del Trabajo (PT)                             |                       |                                                          |                  |                                                        |
| Se funda el Partido Verde Ecologista de México (PVEM)            |                       |                                                          |                  |                                                        |
| XX                                                               | 1992-20/05/1994       | Rodolfo Camarena Franco                                  | PRI              |                                                        |
| XX                                                               | 1994-1995             | Ricardo Casillas Castellanos                             | PRI              | Interino                                               |
| XX                                                               | 1995-1997             | Rigoberto González Martínez                              | PAN              | Por segunda ocasión.                                   |
| XX                                                               | 1998-08/08/2000       | Ramón González González                                  | PAN              | Licencia a contender a Diputado Local                  |
| Primera alternancia política federal                             |                       |                                                          |                  |                                                        |
| XXI                                                              | 2000                  | Demetrio Tejeda Melano                                   | PAN              | Interino                                               |
| XXI                                                              | 2001-2003             | Enrique Navarro de la Mora                               | PAN              |                                                        |
| XXI                                                              | 2004-31/12/2005       | Leonardo García Camarena                                 | PAN              | Renuncia                                               |
| XXI                                                              | 2006                  | Susana Jaime Mercado                                     | PAN              | Interina                                               |
| XXI                                                              | 2007-25/08/2007       | Raúl Alcalá Cortés                                       | PAN              | Fallecimiento                                          |
| XXI                                                              | 2007-2009             | Miguel Franco Barba                                      | PAN              | Interino                                               |
| Regresa el PRI al poder a nivel federal                          |                       |                                                          |                  |                                                        |
| XXI                                                              | 2010-25/03/2012       | Cecilia González Gómez                                   | PRI              | Licencia a contender a Diputada Federal                |
| Se funda el partido Movimiento Ciudadano (MC)                    |                       |                                                          |                  |                                                        |
| XXI                                                              | 2012                  | Jorge Luis Rodríguez Gómez                               | PRI              | Interino                                               |
| XXI                                                              | 2012-2015             | Jorge Eduardo González Arana                             | PAN              |                                                        |
| Se funda el partido MOvimiento de REgeneración NAcional (MORENA) |                       |                                                          |                  |                                                        |
| XXI                                                              | 2015-2018             | Héctor Hugo Bravo Hernández                              | MC               |                                                        |
| Inicia la 4T (Obradorismo)                                       |                       |                                                          |                  |                                                        |
| XXI                                                              | 2018-07/03/2021       | María Elena de Anda Gutiérrez                            | MC               | Licencia a contender a la reelección                   |
| XXI                                                              | 08/03/2021-2021       | Míriam Guadalupe González González                       | MC               | Interina                                               |
| XXI                                                              | 2021-2024             | Miguel Ángel Esquivias Esquivias                         | PAN              |                                                        |
| XXI                                                              | 2024-2027             | Miguel Ángel Esquivias Esquivias                         | PAN              | Por segunda ocasión                                    |

## Medios de comunicación
Existen varios medios de comunicación como Informa Tepatitlán, 7 días, Tepaenlinea, también se encuentra  Altos Noticias, Dígito Social, Cubriendo noticias, eventos y haciendo publicidad. 
Las revistas Presencia Alteña, Desarrollo Cultural. En noticieros: Cable Noticias Tepa (CNT). En radio solo existe un noticiero serio llamado ''Al Aire en Radio Alteña Poder 55 (XEZK).

## Deportes

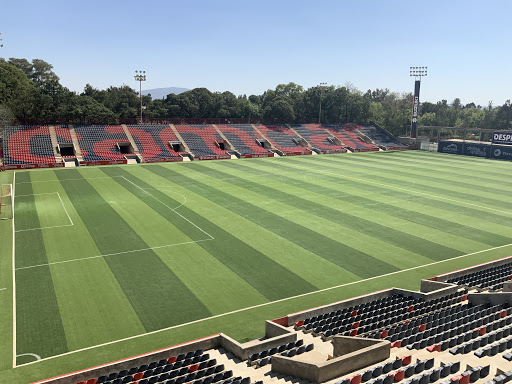
Estadio Tepa Gómez

La Dirección de Fomento Deportivo de la ciudad cuenta con ligas locales de fútbol, voleibol, basquetbol, béisbol, tenis, taekwondo, box, etc. las cuales están organizadas por comitivas, en la cual dirige cada una de las ramas infantiles, Juveniles y adultas.
Además cuenta la ciudad con 2 equipos de Fútbol profesionales los cuales se desempeñan en las divisiones de Liga de Expansión MX y Tercera División de México.

### Alteños de Tepatitlán
Los Alteños, más conocido como Tepatitlán Fútbol Club, es un equipo de fútbol mexicano que actualmente milita en la Liga de Expansión MX y cuenta con un equipo de Fuerzas Básicas en la Tercera División.
Juega como local en el Estadio Tepa Gómez, el cual fue remodelado para albergar a 12.500 espectadores.

### Club Deportivo Aves Blancas
El Club Deportivo Aves Blancas, más conocido como Aves, es un equipo de fútbol mexicano que actualmente milita en la Tercera División de México. Juega como local en el Estadio Corredor Industrial, el cual cuenta con capacidad para 2,000 espectadores.

### Basquetbol Tepatitlán
La escuela de baloncesto más conocida como BallislifeTepa que cuenta con varias ligas como lo son Liga Infantil, Liga Mixta, Liga Femenil, Liga Juvenil, entre otras.
Esta escuela tiene actividad en el Complejo BallislifeTepa de la unidad deportiva local. La selección que cuenta este equipo milita en varias ligas de Guadalajara.
Dentro de algunos deportes urbanos que tiene la ciudad se hace mención al Parkour, Skateboarding, y BMX, y otros quienes con ayuda externa se han ido dando a conocer y han sido apoyados por la Dirección de Fomento Deportivo de la Ciudad.

## Fiestas y celebraciones tradicionales

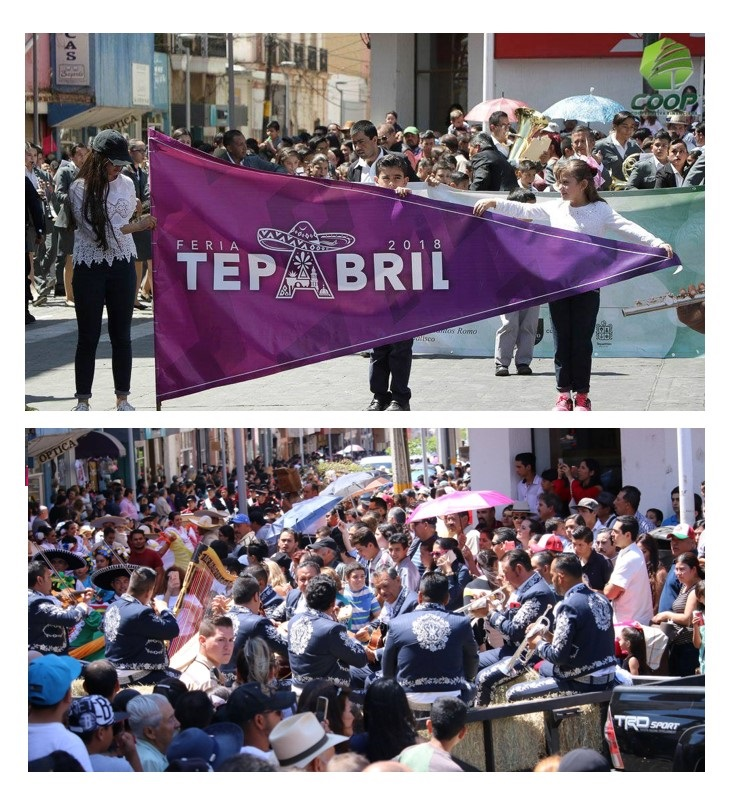
Desfile Inaugural Feria Tepabril

Son varias las festividades que se realizan en la ciudad, delegaciones y rancherías de Tepatitlán; las principales son las Festividades en honor al Señor de la Misericordia. Del 27 al 30 de abril, con peregrinaciones en estas fechas desde Guadalajara hasta Tepatitlán y de la ermita del Cerro Gordo hasta su Santuario. Junto con la festividad se realiza la tan reconocida Feria Tepabril y Expo Ganadera que se celebran durante la segunda mitad del mes de abril, terminando la primera o segunda semana de mayo.
Las fiestas en Capilla de Guadalupe que se celebran del 3 al 12 de diciembre en honor a la Virgen de Guadalupe, las fiestas de Mezcala de los Romero se celebran del 16 al 24 de agosto (novenario en honor a San Bartolomé, Apóstol), las fiestas de San José de Gracia son la de mayo, en honor al Señor San José y la de junio en honor a la Virgen del Perpetuo Socorro, las fiestas de Ojo de Agua de Latillas que se celebran en honor a la Virgen de Guadalupe, y son en la primera semana de febrero, con una duración de 9 días. En esta localidad se hace cada año en las fiestas una peregrinación en honor a la Virgen de Guadalupe con la salida desde Tonalá, Jalisco, hasta esta localidad, las Fiestas de Pegueros que se celebran a partir del Corpus Christi, un novenario que se celebra en honor al Sagrado Corazón de Jesús, fiesta alegre y con gran tradición de la Serenata.

## Ciudades hermanadas
Tepatitlán de Morelos mantiene acuerdo de hermanamiento y pactos de amistad con tres ciudades en el extranjero y siete en el país con el fin de fomentar el desarrollo de las mutuas relaciones y el intercambio cultural, social y económico.

### En el país
- Guadalajara, Jalisco.
- San Miguel de Allende, Guanajuato.
- Guanajuato, Guanajuato.
- Ahuacatlán, Nayarit.
- Jala, Nayarit.
- Ixtlán del Río, Nayarit.
- Sahuayo, Michoacán.

### En el extranjero
- Sacramento, California.
- Madison, Wisconsin.
- Ridgecrest, California.
- Laredo, Texas.